# Montenero Val Cocchiara
Montenero Val Cocchiara är en ort och kommun i provinsen Isernia i regionen Molise i Italien. Kommunen hade 513 invånare (2018).